# IEEE 802.11
IEEE 802.11 är en samling standarder för WLAN, även känt som Wireless Ethernet, framtagna av standardiseringsorganisationen IEEE. Termen Wi-Fi används för nät byggda enligt dessa standarder.

## Standarder i IEEE 802.11-familjen
| Standard | År   | Beskrivning |
| -------- | ---- | --- |
| 802.11   | 1997 | Grundstandarden, upp till 2 Mbit/s både via radio i 2,4 GHz ISM-bandet och IR. |
| 802.11a  | 1999 | Utökning av 802.11 med upp till 54 Mbit/s via radio i UNII-bandet (5 GHz). (WiFi 2) |
| 802.11b  | 1999 | Utökning av 802.11 med upp till 11 Mbit/s enbart via radio i 2,4 GHz ISM-bandet. (WiFi 1)                                                                                                 |
| 802.11c  | 2001 | Bryggningsprocedurer, del av IEEE 802.11d. |
| 802.11d  | 2001 | Standard för hur accesspunkter annonserar landskod så att klienter kan anpassa sig till olika länders radioband.                                                                          |
| 802.11e  | 2005 | QoS, resurstilldelning av bandbredd beroende på innehåll. WMM (Wireless Multi Media) är en delmängd.                                                                                      |
| 802.11f  | 2003 | IAPP, standard för kommunikation mellan accesspunkter. Återkallad 2006. |
| 802.11g  | 2003 | 54 Mbit/s, i 2,4 GHz ISM-bandet, skall vara bakåtkompatibelt med 802.11b (WiFi 3). |
| 802.11h  | 2004 | Standard för dynamiskt frekvensval och begränsning av uteffekten för att uppfylla reglerna för 5 GHz-bandet i Europa.                                                                     |
| 802.11i  | 2004 | Säkerhet för åtkomstkontroll och kryptering av 802.11, WPA2 är en interoperabilitetscertifiering av en delmängd av denna standard.                                                        |
| 802.11j  | 2004 | En anpassning av frekvensuppdelningen för Japan. |
| 802.11n  | 2009 | 600 Mbit/s i 2,4 GHz ISM-bandet, eller 5,0 GHz. Ska vara bakåtkompatibelt med 802.11g och 802.11b. (WiFi 4)                                                                               |
| 802.11ac | 2012 | 1300 Mbit/s i 5 GHz-bandet. 802.11ac stöds endast i 5 GHz-bandet, men är bakåtkompatibel med 802.11b, 802.11g och 802.11n. (WiFi 5)                                                       |
| 802.11ad | 2014 | 7 Gbit/s i 60 GHz-bandet. Ingen konventionell typ av WiFi då den höga frekvensen och låga sändareffekten kräver ett avstånd på max några meter mellan enheterna samt fri sikt.            |
| 802.11ax | 2019 | 11 Gbit/s i både 2,4 GHz, 5 GHz och i vissa fall 6 GHz ("WiFi 6E"). I samband med denna lansering så döptes tidigare standarder om av Wi-Fi Alliance till WiFi 1–5 och denna blev WiFi 6. |

## Begrepp

### Ad hoc-nät
Ad hoc-nät är ett trådlöst nätverk som byggs utan existerande infrastruktur som routrar och accesspunkter. I stället är det de i nätverket ingående noderna som själva sköter routingen.

### Infrastrukturnät
Infrastrukturnät är benämningen på ett trådlöst nätverk som har central flödeskontroll. Ett infrastrukturnät består av minst en accesspunkt. Klienter når varandra och andra nät via en accesspunkt. Accesspunkter för hemmabruk är ofta kombinerade med router och brandvägg.

### AP – Accesspunkt
Accesspunkt eller Access Point är benämningen på den centrala nod som styr trafiken i ett infrastrukturnät. All trafik i ett infrastrukturnät passerar accesspunkten, även sådan trafik som skall till andra klienter i samma WLAN.

### CSMA/CA
Carrier Sense Multiple Access/Collision Avoidance är den accessmetod som används i IEEE 802.11. CSMA/CA går till skillnad mot CSMA/CD ut på att man skall undvika kollisioner istället för att upptäcka dem och åtgärda dem. Detta gör man genom att skicka Request To Send (RTS) och Clear To Send (CTS) ramar innan dataströmmar sätts igång. Genom att undvika kollisioner kan man utnyttja den begränsade bandbredden på ett bättre sätt. Nyare versioner av IEEE 802.11 som tex. IEEE 802.11g hoppar vid goda sändningsförhållanden över RTS och CTS och räknar med att den snabbare hastigheten skall se till att förbindelsen utnyttjas effektivt ändå och förlitar sig på LLC (Logical Link Control) för felrättning.

### WEP/WPA
WEP (Wired Equivalent Privacy) och WPA och WPA2 (Wi-Fi Protected Access) är tre metoder för skydd. WEP ingår i den ursprungliga standarden IEEE 802.11 medan WPA och WPA2 är interoperabilitetscertifieringar för olika typer av säkerhet. WPA2 är den senaste och den som ger det starkaste skyddet, den bygger på standarden IEEE 802.11i. WPA2 bygger på kryptering som tar från några minuter till några dagar att knäcka med brute force.

### Wi-Fi-certifiering
Wi-Fi-certifiering visar att en viss produkt genomgått ett interoperabilitetstest och godkänts av organisationen Wi-Fi Alliance. Certifierade produkter får förses med Wi-Fi-logon. Ibland används begreppet Wi-Fi synonymt med WLAN som följer standarden IEEE 802.11.

### SSID
Varje trådlöst nätverk har ett SSID som identifierar just det nätverket. SSID står för Service Set IDentifier. Det råder en missuppfattning inom vissa kretsar att det skulle vara ett skydd att stänga av utsändningen av ett SSID, men då är det SSID cloaking som en funktion i WEP skyddet man pratar om, alltså säger man åt accesspunkten att inte skicka ut sitt SSID öppet. SSID finns dock i trafiken ändå och kan hittas med rätt programvara.

### MAC-filtrering
MAC-filtrering är en grundläggande form av säkerhet och ger ett skydd mot obehörigt utnyttjande av ett trådlöst nätverk. MAC-filtrering innebär att BSS eller ESS endast tillåter associering av klienter med kända och godkända MAC-adresser. Skyddet är relativt lätt att komma runt genom så kallad spoofing.

### BSS/ESS
Ett trådlöst nätverk med bara en accesspunkt utan kontakt med andra kallas för ett BSS eller Basic Service Set. Flera BSS:er som arbetar tillsammans (till exempel med WLAN:s variant på roaming, reassociation) och som är uppsatta med samma SSID bildar tillsammans ett ESS eller Extended Service Set.

### Pre-N
Pre-N är en benämning som ofta används på produkter som använder teknik från förhandversioner och utkast till standarden IEEE 802.11n. Produkter ger med hjälp av OFDM och MiMo högre hastigheter över längre sträckor, hastigheter som ska ge 100 Mb/s i nettobandbredd. Många av produkter skall enligt leverantörerna följa den faktiska IEEE 802.11n när den kommer bara genom en mjukvaru-uppgradering.
Dagens version (2007-11) heter Draft 2.0, Det vill säga ett utkast av n-serien som nått version 2.0, det är inte helt säkert att tillverkarna kan uppgradera dessa till den färdiga n-standarden mjukvarumässigt när den väl är helt klar.

### Association
När en klient ansluter till ett BSS eller ett ESS sker först något som kallas autentisering. Under autentiseringen lämnar klienten ifrån sitt namn och MAC-adress. Därefter sker association då klienten blir en fullvärdig medlem av nätverket. När sedan en klienten förflyttas mellan accesspunkter i ett ESS kommer klienten att re-associeras till den nya accesspunkten. När en klient kopplas ner, eller har varit frånvarande från nätverket under en viss tid, avassocieras den och efter det, eller ytterligare en tid avautentiseras den. Reassociering kallas även för IEEE 802.11s roaming. Accesspunkten ser också till så att endast trafik från eller till associerade klienter lämnar eller kommer in på BSS eller ESS.